# Auditorio Maestro Padilla
El auditorio Maestro Padilla es un espacio escénico ubicado en la ciudad de Almería, España. Su nombre está dedicado en honor al músico almeriense José Padilla Sánchez. El edificio está ubicado en la plaza de Alfredo Kraus, s/n, en el barrio costero de El Zapillo.

## Historia
Los objetivos principales que se planteaban en la realización del nuevo Auditorio para la ciudad de Almería, no sólo pretendían resolver con acierto arquitectónico las necesidades de un “contenedor” cultural para la ciudad sino también plantear un proyecto de “arquitectura urbana” que solucionara los problemas de ordenación espacial y organización funcional en este importante sector de la ciudad.
El auditorio fue construido por el arquitecto José Seguí y fue inaugurado el 6 de mayo de 1992 por la reina Sofía. Su propiedad es pública-municipal dependiendo del Ayuntamiento de Almería. El concierto inaugural corrió a cargo de la Orquesta Filarmónica de Sevilla, ya que la Orquesta Ciudad de Almería fue fundada en 2001, interpretándose un amplio repertorio de compositores clásicos españoles.

## Características
El tipo de recinto es teatro a cubierto, siendo la relación público-escena fija frontal. Las actividades desarrolladas son muy variadas desde representaciones de ópera, teatro, danza, conciertos, congresos y hasta exposiciones, para lo cual existen dos galerías. El teatro dispone de bar, guardarropa, telefonía interior entre todas las dependencias, así como acceso de minusválidos a las salas y aseos.
El auditorio se encuentra entre las instalaciones escénicas mejor dotadas y de mayores dimensiones de toda España, contando con un aforo de 962 localidades en la sala principal, además de dos salas de conferencias con capacidad para ciento veinte personas cada una y dos amplias galerías para exposiciones.